# Rajd Asturii
Rajd Asturii (Rally Príncipe de Asturias) – organizowany od 1964 roku rajd samochodowy z bazą w Oviedo. Odbywa się na asfaltowych trasach wokół tego w hiszpańskim regionie Asturia. Od początku istnienia jest jedną z rund rajdowych mistrzostw Hiszpanii. Z kolei od 1983 roku (z przerwami) stanowi eliminację mistrzostw Europy, a w latach 2008–2009 stanowił jedną z eliminacji do cyklu Intercontinental Rally Challenge. W ramach IRC Rajd Asturii wygrywali Włoch Giandomenico Basso i Czech Jan Kopecký.

## Zwycięzcy
| Rok  | Kierowca                | Pilot                    | Samochód                     | Uwagi   |
| ---- | ----------------------- | ------------------------ | ---------------------------- | ------- |
| 1964 | Luis Huerta             | José Luis Tuya           | Ford Cortina Lotus           |         |
| 1965 | Luis Fernández Trabanco | Manuel González          | Morris 1100                  |         |
| 1966 | Pedro Puche             | Pedro Amengual           | Saab 99 Sport                |         |
| 1967 | Roter Barón Ben         | Ricardo Muñoz            | Porsche 911                  |         |
| 1968 | Bernard Tramont         | Ricardo Muñoz            | Renault-Alpine A 110         |         |
| 1969 | Bernard Tramont         | Luis Blasco              | Renault Alpine A 110         |         |
| 1970 | Eladio Doncel           | Juan A. Conde            | Porsche 911                  |         |
| 1971 | Alberto R. Jiménez      | Juan A. Conde            | Porsche 911                  |         |
| 1972 | Estanislao Reverter     | Antonio Reverter         | Renault Alpine               |         |
| 1973 | J. I. Villacieros       | J. A. Lobo               | Renault Alpine 1600          |         |
| 1974 | Salvador Cañellas       | Daniel Ferrater          | Seat 1430-1800               |         |
| 1975 | Antonio Zanini          | Eduardo M. Adam          | Seat 1430-1800               |         |
| 1977 | José María Puig         | Enrique                  | SEAT 124                     |         |
| 1978 | Tino Suárez             | J.B. Pino                | SEAT FL-80                   |         |
| 1979 | Aladino Martínez        | López                    | SEAT 124                     |         |
| 1980 | "Fombona"               | L. Menéndez              | Fiat 131 Abarth              |         |
| 1981 | Genito Ortíz            | Susi Cabal               | Renault 5 Turbo 2            |         |
| 1982 | Antonio Zanini          | J. Sabater               | Talbot Sunbeam Lotus         |         |
| 1983 | Genito Ortíz            | R. Mínguez               | Renault 5 Turbo              | ME      |
| 1984 | Salvador Serviá         | J. Sabater               | Opel Manta 400               | ME      |
| 1985 | Salvador Serviá         | J. Sabater               | Lancia 037 Rallye            | ME      |
| 1986 | Fabrizio Tabaton        | Tedeschini               | Lancia Delta S4              | ME      |
| 1987 | Carlos Sainz            | Antonio Boto             | Ford Sierra RS Cosworth      |         |
| 1988 | Alex Fiorio             | Luigi Pirollo            | Lancia Delta HF-1            |         |
| 1989 | Pep Bassas              | A. Rodríguez             | BMW M3                       |         |
| 1990 | Jesús Puras             | J. Arrate                | Lancia Delta Integrale I 16V |         |
| 1991 | José María Ponce        | J.C. Deniz               | BMW M3                       |         |
| 1992 | Pedro Diego             | Icíar Muguerza           | Lancia Delta I 16V           |         |
| 1993 | Daniel Alonso           | Salvador Belzunces       | Ford Escort RS Cosworth      | ME      |
| 1994 | Oriol Gómez             | Marc Martí               | Renault Clio Williams        | ME      |
| 1995 | Luis Monzón             | Jose Carlos Deniz        | Ford Escort RS Cosworth      | ME      |
| 1996 | Oriol Gómez             | Marc Martí               | Renault Mégane Maxi          | ME      |
| 1997 | Jesús Puras             | Carlos del Barrio        | Citroën ZX 16V               | ME      |
| 1998 | Jesús Puras             | Carlos del Barrio        | Citroën Xsara Kit Car        | ME      |
| 1999 | Jesús Puras             | Carlos del Barrio        | Citroën Xsara Kit Car        |         |
| 2000 | Jesús Puras             | Marc Martí               | Citroën Xsara Kit Car        |         |
| 2001 | Luis Monzón             | José Carlos Déniz        | Peugeot 206 WRC              |         |
| 2002 | Manuel Cabo             | Eduardo González         | Citroën Saxo Kit Car         |         |
| 2003 | Enrique García Ojeda    | Raquel Fernández         | Peugeot 206 S1600            |         |
| 2004 | Alberto Hevia           | Alberto Iglesias Pin     | Renault Clio S1600           | ME      |
| 2005 | Daniel Sordo            | Marc Martí               | Citroën C2 S1600             | ME      |
| 2006 | Daniel Solà             | Xavier Amigo             | Citroën C2 S1600             |         |
| 2007 | Enrique García Ojeda    | Jordi Barrabés           | Peugeot 207 S2000            |         |
| 2008 | Giandomenico Basso      | Mitia Dotta              | Fiat Punto S2000             | IRC     |
| 2009 | Jan Kopecký             | Petr Starý               | Škoda Fabia S2000            | IRC, ME |
| 2010 | Alberto Hevia           | Alberto Iglesias Pin     | Škoda Fabia S2000            | ME      |
| 2011 | Alberto Hevia           | Alberto Iglesias Pin     | Škoda Fabia S2000            | ME      |
| 2012 | Alberto Hevia           | Francisco Javier Álvarez | Škoda Fabia S2000            | ME      |